# Giải quần vợt Pháp Mở rộng 2019 - Đôi huyền thoại dưới 45
Àlex Corretja và Juan Carlos Ferrero là đương kim vô địch, nhưng Corretja không chọn tham dự giải đấu. Ferrero đánh cặp với Andriy Medvedev, nhưng thua trong trận chung kết trước Sébastien Grosjean và Michaël Llodra, 6−7(4−7), 5−7.

## Kết quả

### Từ viết tắt
| - Q = Vòng loại - WC = Đặc cách - LL = Thua cuộc may mắn - Alt = Thay thế - SE = Miễn đặc biệt | - PR = Bảo toàn thứ hạng - w/o = Thắng nhờ đối thủ rút lui trước trận đấu - r = Bỏ cuộc giữa trận đấu - d = Bị xử thua - SR = Xếp hạng đặc biệt |

### Chung kết
|  | Chung kết |                                     |    |   |  |  |
|  |           |                                     |    |   |  |  |
|  | A3        | Juan Carlos Ferrero Andriy Medvedev | 64 | 5 |  |  |
|  | B1        | Sébastien Grosjean Michaël Llodra   | 7  | 7 |  |  |

### Bảng A
|    |                                     | J Blake M Philippoussis | A Clément N Escudé | JC Ferrero A Medvedev | RR W–L | Set W–L | Game W–L | Xếp hạng |
| A1 | James Blake Mark Philippoussis      |                         | 6−3, 7−5           | 2–6, 5–7              | 1−1    | 2−2     | 20−21    | 2        |
| A2 | Arnaud Clément Nicolas Escudé       | 3−6, 5−7                |                    | 3–6, 3–6              | 0−2    | 0−4     | 14−25    | 3        |
| A3 | Juan Carlos Ferrero Andriy Medvedev | 6–2, 7–5                | 6–3, 6–3           |                       | 2−0    | 4−0     | 25−13    | 1        |

Tiêu chí xếp hạng: 1) Số trận thắng; 2) Số trận; 3) Số phần trăm set thắng hoặc game thắng (trong cuộc đấu tay ba); 4) Quyết định của ban tổ chức.

### Bảng B
|    |                                   | S Grosjean M Llodra | Y Kafelnikov M Safin | T Haas P-H Mathieu | RR W–L | Set W–L | Game W–L | Xếp hạng |
| B1 | Sébastien Grosjean Michaël Llodra |                     | 6–3, 5–7, [6–10]     | 6–4, 7–5           | 1–1    | 3–2     | 24–20    | 1        |
| B2 | Yevgeny Kafelnikov Marat Safin    | 3–6, 7–5, [10–6]    |                      | 5–7, 3–6           | 1–1    | 2–3     | 19–24    | 3        |
| B3 | Tommy Haas Paul-Henri Mathieu     | 4–6, 5–7            | 7–5, 6–3             |                    | 1–1    | 2–2     | 22–21    | 2        |

Tiêu chí xếp hạng: 1) Số trận thắng; 2) Số trận; 3) Số phần trăm set thắng hoặc game thắng (trong cuộc đấu tay ba); 4) Quyết định của ban tổ chức.